# Bistum Modigliana
Das Bistum Modigliana (lateinisch Dioecesis Mutilensis) war eine römisch-katholische Diözese in Italien mit Sitz in Modigliana, die von 1850 bis 1986 bestand.
Es wurde am 7. Juli 1850 aus dem Gebiet des Bistums Faenza herausgelöst und unterstand als Suffraganbistum dem Erzbistum Bologna. Am 30. September 1986 wurde es mit dem Bistum Faenza zum Bistum Faenza-Modigliana wiedervereinigt.

## Bischöfe von Modigliana
Folgende Personen waren Bischöfe von Modigliana:
- Mario Melini (1853–1865)
- Leonardo Giannotti OFMRef (1871–1895)
- Sante Mei (1895–1907)
- Luigi Capotosti (1908–1915)
- Ruggero Bovelli (1915–1924), dann Bischof von Faenza
- Massimiliano Massimiliani (1931–1960)
- Antonio Ravagli (1960–1970)
- Marino Bergonzini (1970–1982)
- Francesco Tarcisio Bertozzi (1982–1986), dann Bischof von Faenza-Modigliana